# لورن فاتوویچ
لورن فاتوویچ (کرواتی: Loren Fatović؛ زادهٔ ۱۶ نوامبر ۱۹۹۶) بازیکن واترپلو اهل کرواسی است.